# 勘定奉行 (会計ソフト)
勘定奉行（かんじょうぶぎょう）はオービックビジネスコンサルタント（OBC）から発売されている財務会計処理用のコンピュータソフトウェア（会計ソフトウェア）である。この製品を中核とする会計、人事、税務申告、販売管理等のソフトウェア群は奉行シリーズと呼ばれる。

## 概要
スタンドアロンタイプのほか、ネットワーク対応タイプ、カスタマイズ対応可能な新ERPタイプがある。また、当製品のほか、会計関連の目的別に下記のシリーズが発売されており、一部のグレードを除き、製品間でデータを連動させて処理することが可能である。例えば、給与計算システムである給与奉行のデータを勘定奉行で使用したり、勘定奉行を使用して作成した貸借対照表、損益計算書等のデータを税務申告ソフトである申告奉行で使用したりすることができる。
本製品は、オービックビジネスコンサルタントの奉行シリーズの中核的な製品で、ニュースキャスター役の千綿舞子と歌舞伎役者の中村京蔵が出演するテレビCMで頻繁に宣伝され、無料体験セミナーやフォーラムが開催されている。
初期にあった勘定奉行「青色申告バージョン」は、OBC子会社であるビズソフト株式会社（→株式会社DONUTSのグループ会社 株式会社ジョブカン会計に2021年6月社名変更） のツカエル青色申告に移行された。

## 主な奉行シリーズ
- 勘定奉行
- 申告奉行
- 商奉行
- 給与奉行：商業使用人の給与総額管理・関連業務を支援する会計ソフト。
- 人事奉行
- 蔵奉行：在庫管理・同支援業務を目的とする会計ソフト。
- 採用奉行
- 建設奉行
- 償却奉行
- 就業奉行

## シェア
2005年にノークリサーチが日本国内の中堅中小企業（SMB）を対象に行った調査によると財務会計部門では勘定奉行、販売管理部門では商奉行と蔵奉行、人事給与部門では給与奉行がそれぞれの分野で最大のシェアとなった。ノークリサーチ代表の伊嶋謙二は、勘定奉行のシェアの高さは知名度だけではなく、その販売体制と中堅中小企業をターゲットに絞ったマーケティングの成果だと述べている。

## 主な番組スポンサー
※2021年10月現在
提供クレジットは「勘定奉行」。経済・政治討論番組を中心に提供している。
日本テレビ系列
- ウェークアップ
- DRAMATIC BASEBALL（BS日テレ）

テレビ朝日系列
- サンデーLIVE!!
- サンデープロジェクト → サンデーフロントライン → 報道ステーションSUNDAY → サンデーステーション

TBS系列
- 時事放談（TBSのみ）
- 報道特集

テレビ東京系
- ニュースモーニングサテライト（隔日）
- 田勢康弘の週刊ニュース新書

フジテレビ系列
- 報道2001 → 新報道2001
- BSフジLIVE プライムニュース（BSフジ）